# Kitseküla
Kitseküla – wieś w Estonii, w prowincji Tartu, w gminie Haaslava.